# Phorocera fusca
Phorocera fusca là một loài ruồi trong họ Tachinidae.